# Skug – Journal für Musik

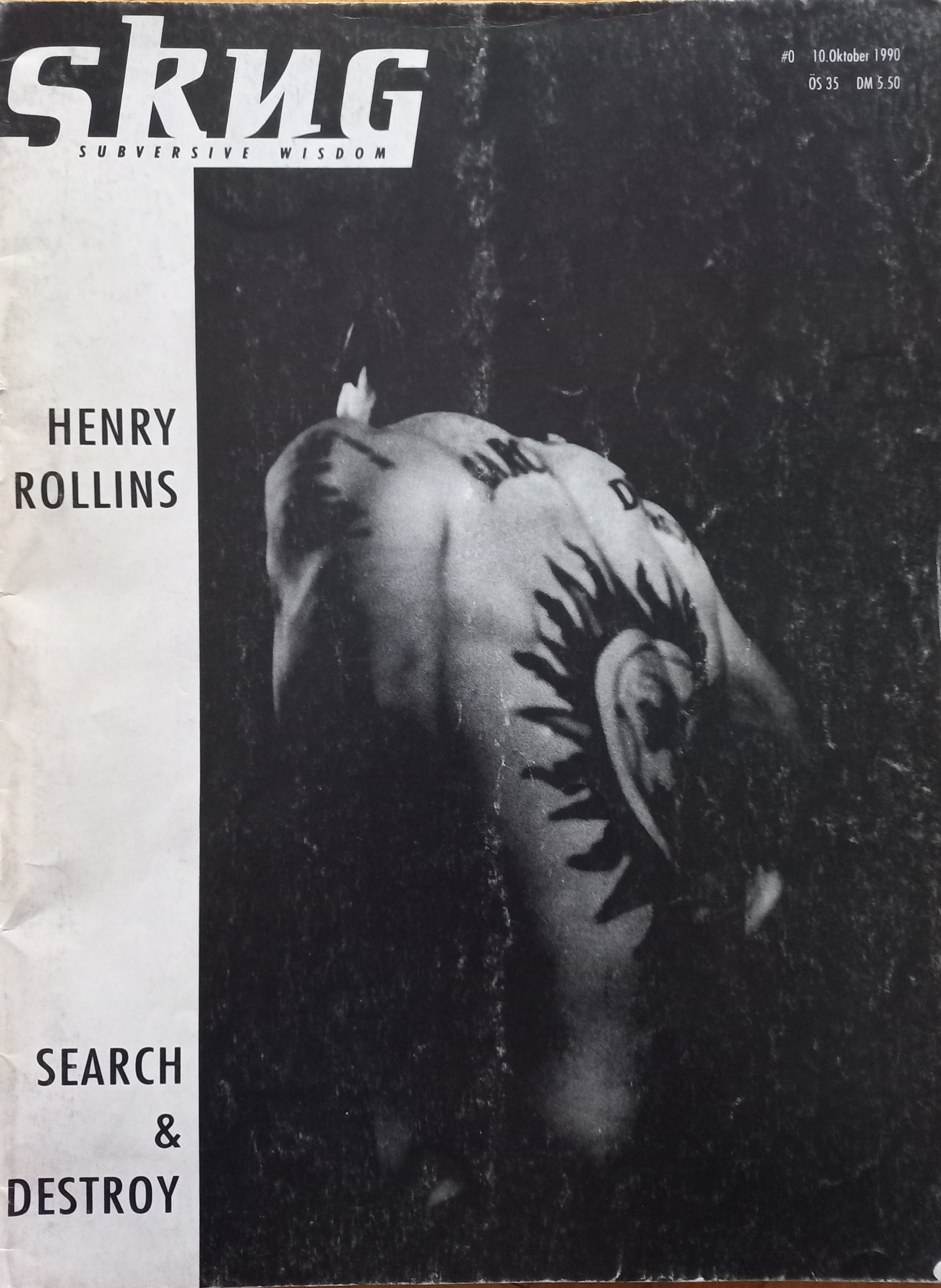
Das Cover der ersten Ausgabe von skug von 10. Oktober 1990

Skug – Journal für Musik (Eigenschreibweise: skug) ist eine österreichische Musikzeitschrift aus Wien. skug steht für subkultureller Untergrund. Das Magazin erschien von 1990 bis 2015 vierteljährlich. Nach 104 Ausgaben wurde Skug im November 2015 als Print-Magazin eingestellt und wird seitdem als Online-Magazin weitergeführt. Skug ist damit das am längsten bestehende Non-Profit-Musikmagazin Österreichs. Es befasst sich mit Musik von Pop über Jazz bis zu E-Musik sowie allen Bereichen der Kultur, insbesondere Film, Kunst und Literatur, aber auch Politik. Autoren von Skug gründeten 1993 das österreichische Musikarchiv Skug Research.

„Das Skug spiegelt beständig die Veränderungen der Musikwelt wider, wandelte sich von der gitarrenlastigen Veröffentlichung hin zur elektronischen Musik.  Mal besser, mal weniger gut, aber immer von einem nicht zu überlesenden Ehrgeiz angetrieben, der nicht zuletzt daran schuld war, dass man das Skug gern den kleinen Bruder des deutschen Spex genannt hat.“

Im Rahmen des Salon skug finden regelmäßig Veranstaltungen in Wiener Locations wie rhiz, fluc oder Venster99 statt. Die Salons verbinden Panel-Diskussionen zu aktuellen kulturpolitischen Themen mit Konzerten von lokalen Künstlern. Mit dem Salon skug auf Rädern finden die Sommertermine seit 2021 im öffentlichen Raum statt.